# السرية (السدة)

تعديل مصدري - تعديل

السرية محلة تابعة لقرية بيت حلبوب، التابعة لعزلة وادي عصام بمديرية السدة إحدى مديريات محافظة إب في الجمهورية اليمنية.، بلغ تعداد سكانها 38 حسب تعداد اليمن لعام 2004.